# Wolf Frass
Wolf Frass (* 1948 in Wien) ist ein österreichischer Schauspieler, Synchronsprecher, Hörspielsprecher und Hörbuchsprecher.

## Leben
Nach Abschluss einer Lehre als Maurer absolvierte Frass eine Ausbildung als Schauspieler an der Folkwang-Schule in Essen. Er spielte Theater in Düsseldorf, Berlin und Hamburg und war an diversen Tourneetheatern engagiert. Weiters war er mit Rollen in Krimiserien wie Großstadtrevier und Tatort besetzt.
Als Synchronsprecher synchronisierte Frass u. a. die Filmschauspieler Lance Henriksen und F. Murray Abraham und sprach als Kommentator der Naturdokumentation Wildes Deutschland.
In den Animeserien Naruto & Naruto Shippuden spricht Frass den Charakter Hiruzen Sarutobi.
Bei der EinsPlus-Informationssendung Reload spricht Frass die Rubrik Das blaue vom Himmel. Frass wirkte weiter an Hörbüchern wie der Hörbuchreihe Olchi Detektive von Oetinger mit.
Frass lebt zurzeit in Hamburg.

## Synchronrollen (Auswahl)
Quelle: Deutsche Synchronkartei
| Schauspieler    | Film/ Serie                                                | Rolle                |
| --------------- | ---------------------------------------------------------- | -------------------- |
| Akira Nakao     | Godzilla vs. Destoroyah                                    | Commander Takaki Aso |
| J.K. Simmons    | The Good Doctor – Tödliche Behandlung                      | Detective Krauss     |
| Joe Sawyer      | Sergeant York (2. Synchro für TV 1996)                     | Sergeant Early       |
| Lance Henriksen | Evel Knievel – Ein Leben am Limit                          | „Awful“ Knoffel      |
| Lance Henriksen | Harbinger Down – Das Grauen lauert im Eis                  | Graff                |
| Lex Barker      | Siebenmal lockt das Weib (2. Synchro im Jahr 2007)         | Rik                  |
| Peter Cullen    | Die Echten Ghostbusters (Fernsehserie, 2. Synchro für VHS) | Cyrus Spengler       |
| Phil Vischer    | VeggieTales                                                | Mr. Nezzer           |
| Reizô Nomoto    | Die Schatzinsel                                            | Morgan               |
| Victor Potel    | Fluss der Wahrheit (Synchro im Jahr 1997)                  | Turpentine           |
| Wade Williams   | Nash Bridges (Fernsehserie)                                | Edward Strode        |

## Hörspiele (Auswahl)
- 2002: Dragonball Z Vol. 7 (Hörspiel zum Anime) als Erzähler, Universal Music, ISBN 3-89945-155-4
- 2002: Dragonball Z Vol. 9 (Hörspiel zum Anime) als Erzähler, Universal Music, ISBN 3-89945-159-7
- 2002: Redwall — Die Mauer (als Cluny, die Geißel), Universal Music, EAN 0028947188827
- 2002: Redwall — Die Suche (als Cluny, die Geißel), Universal Music, EAN 0028947188926
- 2002: Redwall — Der Krieger (als Cluny, die Geißel), Universal Music, EAN 0028947189022
- 2009: Die drei ??? Kids 5 : Flucht in die Zukunft als „Boris Zarkow“
- 2010: Die Olchis und die grüne Mumie als „Herr Kuckuck“
- 2010:Ferien auf Saltkrokan als Erzähler, Oetinger Audio
- seit 2010: Die Olchi-Detektive als Erzähler
- 2013 (Audible): Das Geheimnis des T-Rex-Schädels (Dino Gate 1) als Erzähler, Edel Germany GmbH
- 2013 (Audible): Der geheimnisvolle Kompass  (Dino Gate 2), als Erzähler, Edel Germany GmbH
- 2014 (Audible): Dino-Alarm in der High School (Dino Gate 3), als Erzähler, Edel Germany GmbH

## Hörbücher (Auswahl)
- Agatha Christie: Das Haus an der Düne, Der Hörverlag, ISBN 978-3-89940-782-2